# 最終製品
最終製品、完成品（英: final product, finished product）は、製造企業の生産過程で最後に位置する製品のことであり、消費者に販売可能な製品である。  
たとえば、石油は石油会社の最終製品であり、農家は、すべての成長過程を経た後、最終製品として野菜を販売する。 
会社または製品シリーズの最後の商品という意味で使われることもある。